# شویندگ
شویندگ (به آلمانی: Schwindegg) یک شهر در آلمان است که در بایرن واقع شده‌است.

## خصوصیات
شویندگ ۲۰٫۰۰ کیلومترمربع مساحت دارد ۴۳۱ متر بالاتر از سطح دریا واقع شده‌است.